# 动态对等及形式对等
动态对等和形式对等是由尤金·奈达创造的术语，是指两种不同的翻译方法，用来在原文和译文之间达到不同的直译程度，如圣经翻译中所示的。
基本上，动态对等是意译（翻译短语或整个句子的意思），以可读性而目标；形式对等是直译（直接翻译短语和单词的意思），保持字词的保真度。

## 翻译方法
形式对等法倾向于强调对原本语言的词语细节和语法结构的保真度，而动态对等法往往使用更自然的表达方式，但是词汇准确度较低。
根据尤金·奈达，当初他创造“动态对等”时，他将其定义为“当一个翻译，其中原本语言的信息被转移到目标语言，使得目标语言的意思基本上与原本语言一样时，它就运用了动态对等。”目标是两者语言的读者可以以相似的形式理解文本的意思。
晚年，奈达避免使用“动态对等”这个词，更愿意使用“功能对等”。“功能对等”的含义是，对等性不只是在原文化的原文和目标文化的目标文本（译文）之间的功能，但是那个“功能”可以视作文本的一个性质。功能对等可以与人民在文化中的互动方式有联系。
近年来，一个新的翻译方法出现，它由真圣经翻译（Real Bible Translation，RBT）运用。它采用逆形式对等法，可以被认为是以英语作为“原文”，以古希伯来语的词汇规律和语素作为“目标语言”，目标是使现代的读者沉浸于古代的思考模式。

## 圣经翻译
圣经翻译采用了各种方法将原文翻译成英文，从极端的形式对等到极端的动态对等。 

### 主要运用形式对等
- 钦定版圣经（1611年）
- 杨氏直译本（1862年）
- 英语修订版圣经（1885年）
- 新美国标准版圣经（1971年）
- 正教研习本圣经（1993年）
- 圣经恢复本（1999年）

### 适度运用形式对等和动态对等（最优对等）
- 圣经新世界译本（1961年，1984年修订，2013年） [6]

### 主要运用动态对等或重述，或两者
- 新国际版圣经（1978年）
- 新耶路撒冷圣经（1985年）
- 新生活版英文翻译本圣经（1996年）
- NET圣经（2005年）